# 中山公园站 (武汉市)
中山公园站位于中华人民共和国湖北省武汉市江汉区，是武汉地铁2号线的地铁车站。该站曾被武汉协和医院冠名，冠名期间全名是“协和医院·中山公园站”。但二号线冠名因网民反对现已取消。不過，現時列車中文報站是“协和医院·中山公园”。

## 车站结构

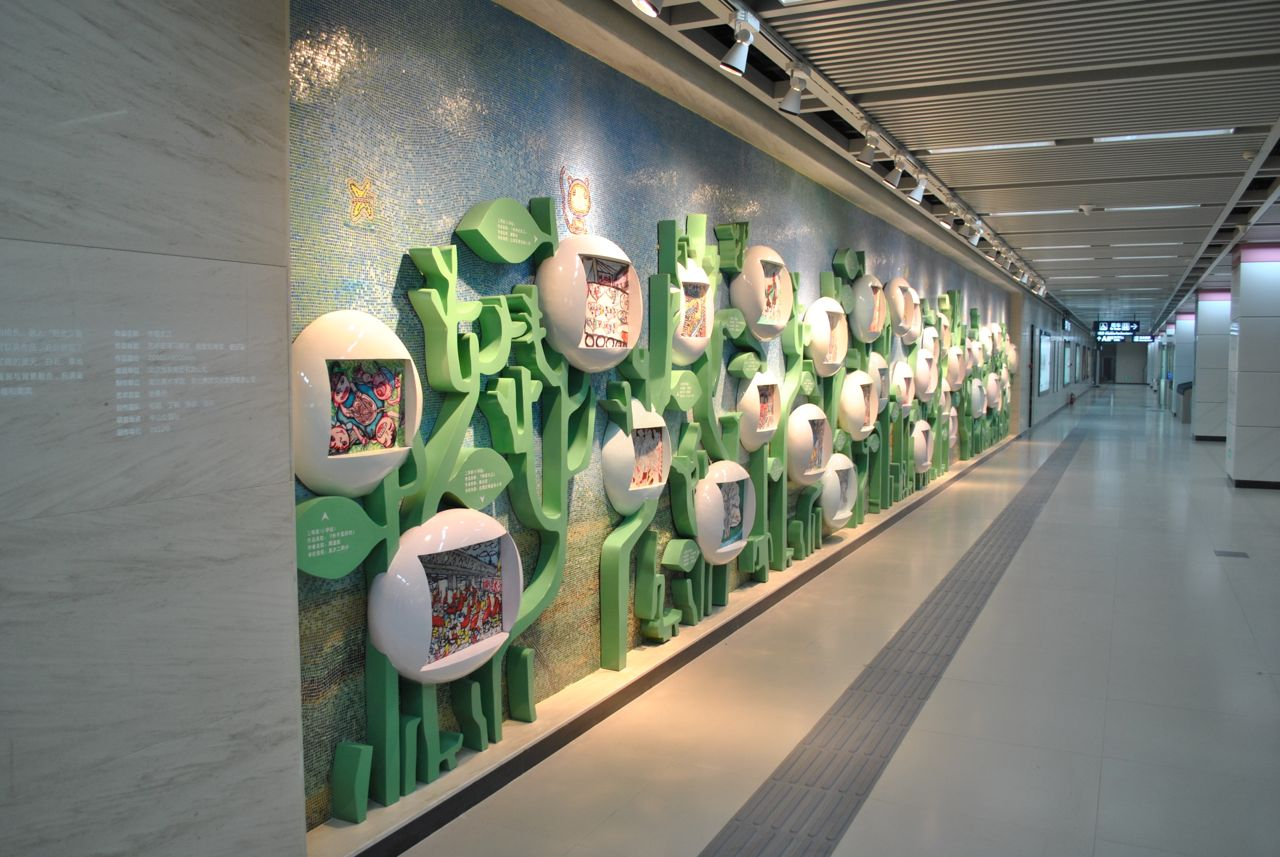
特色牆

该站位于解放大道中山公园至新华路之间，偏解放大道北侧。
车站于2008年5月完成招标。
车站为地下两层：地下一层为站厅层，地下二层为站台层。
车站总长544.5m，标准段宽20.5m，开挖深度16.5m，主体建筑面积为20230m2。设有存车线路，两端设盾构机接收井与始发井，采用明挖施工
。

### 楼层分布
| 地面     | 地面               | 出入口                                                                                        |  |  |
| 地下一层 | 站厅               | 售票机、客服中心、车站商店、武漢通充值、洗手間 可通往武漢國際廣場、漢商武展購物中心、協和醫院 |  |  |
| 地下二层 |                    | █ 2号线 往天河机场（青年路）                                                                  |  |  |
|          | 岛式站台，左侧开门 |                                                                                               |  |  |
|          |                    | █ 2号线 往佛祖岭（循礼门）                                                                    |  |  |

中山公园站属于装修特色站，装修方案是“幸福武汉”（另一说为“城市绿肺”）。墙壁上设置了苹果树，树上的苹果为立体造型，中间镶嵌着武汉地铁集团向全市中小学生征集的画作。

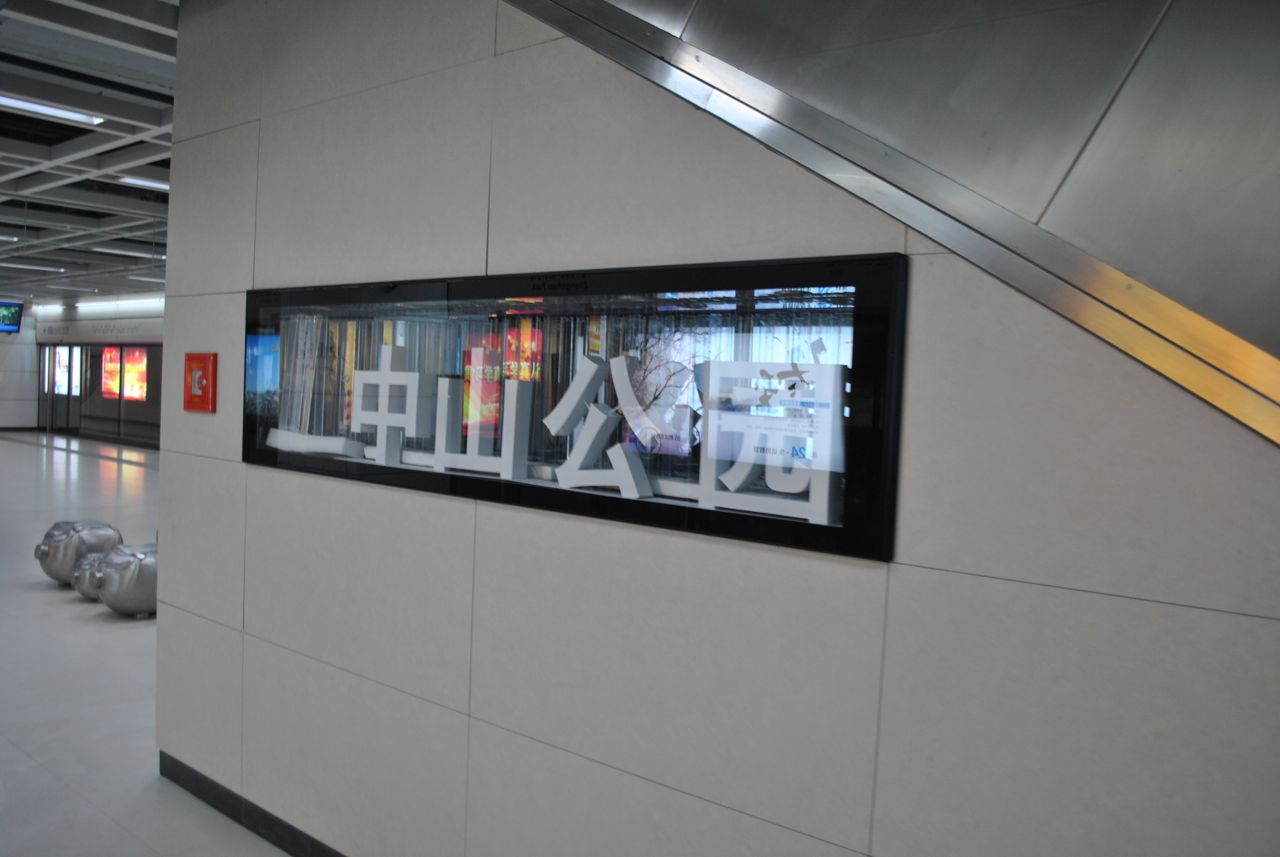
立體站名
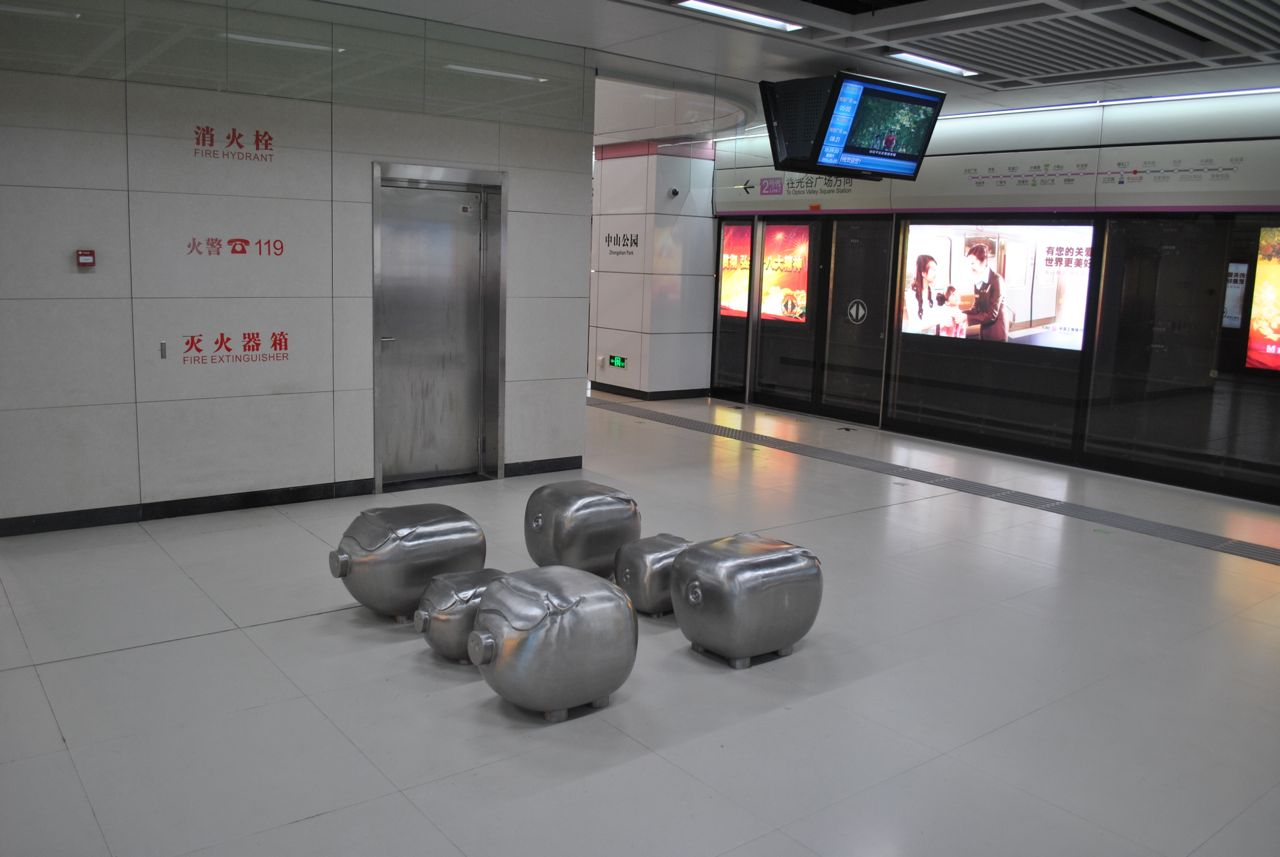
特色凳：小猪
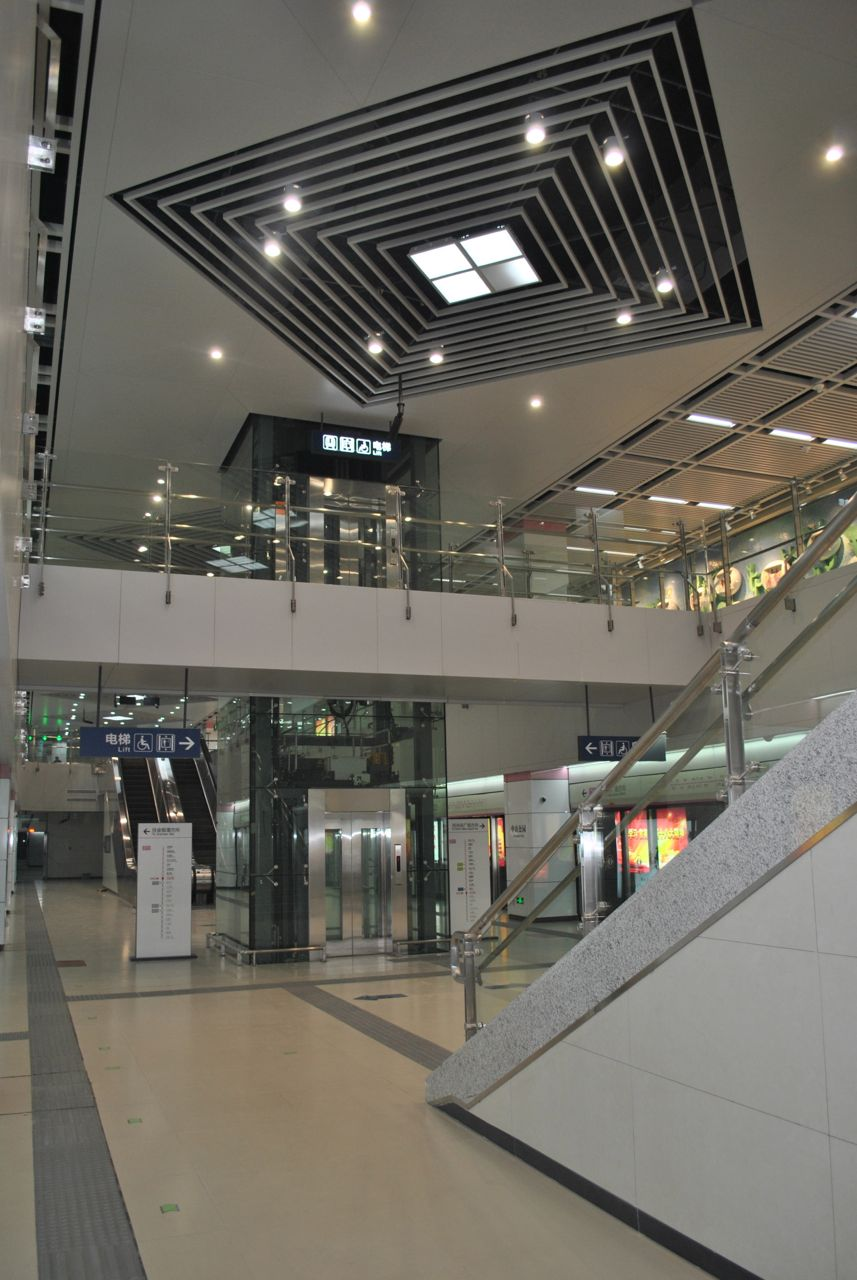
打通的站台站厅
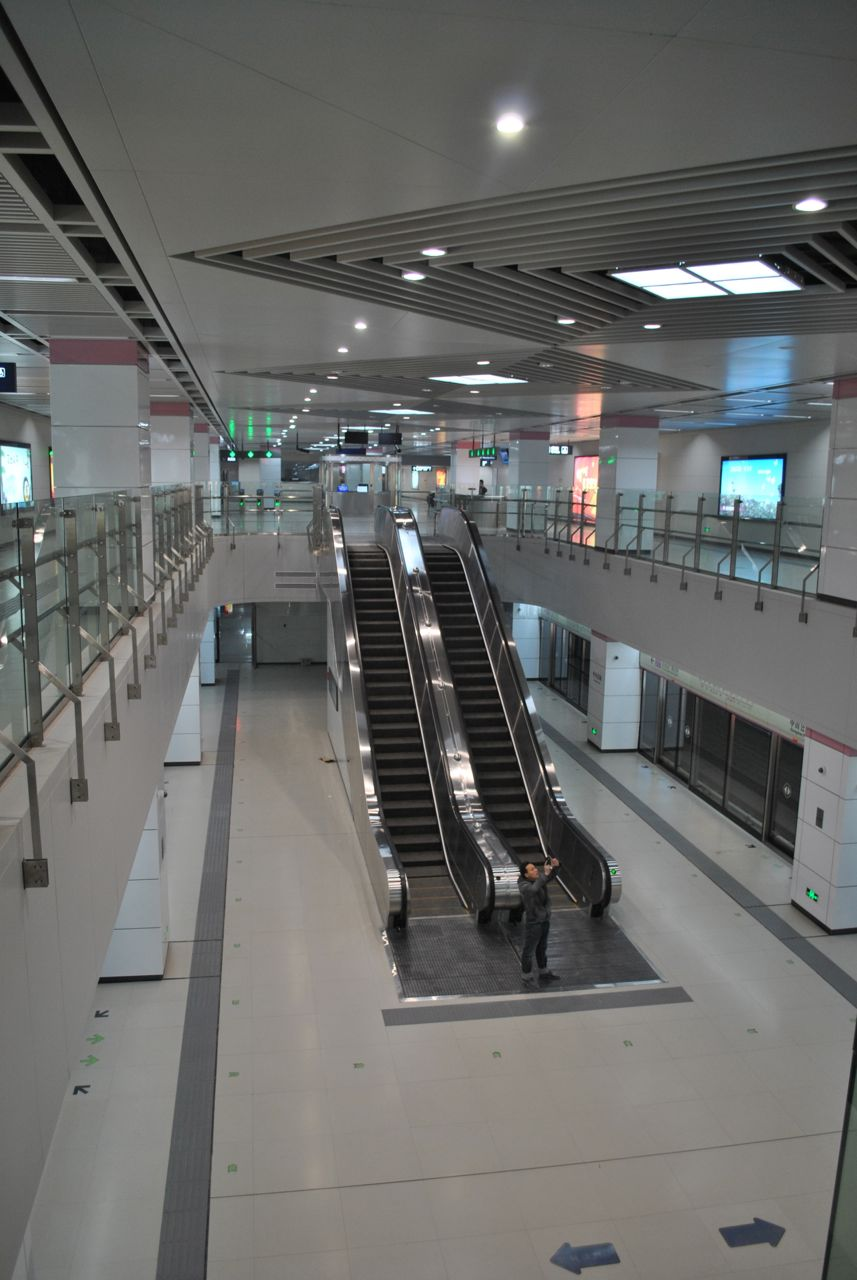
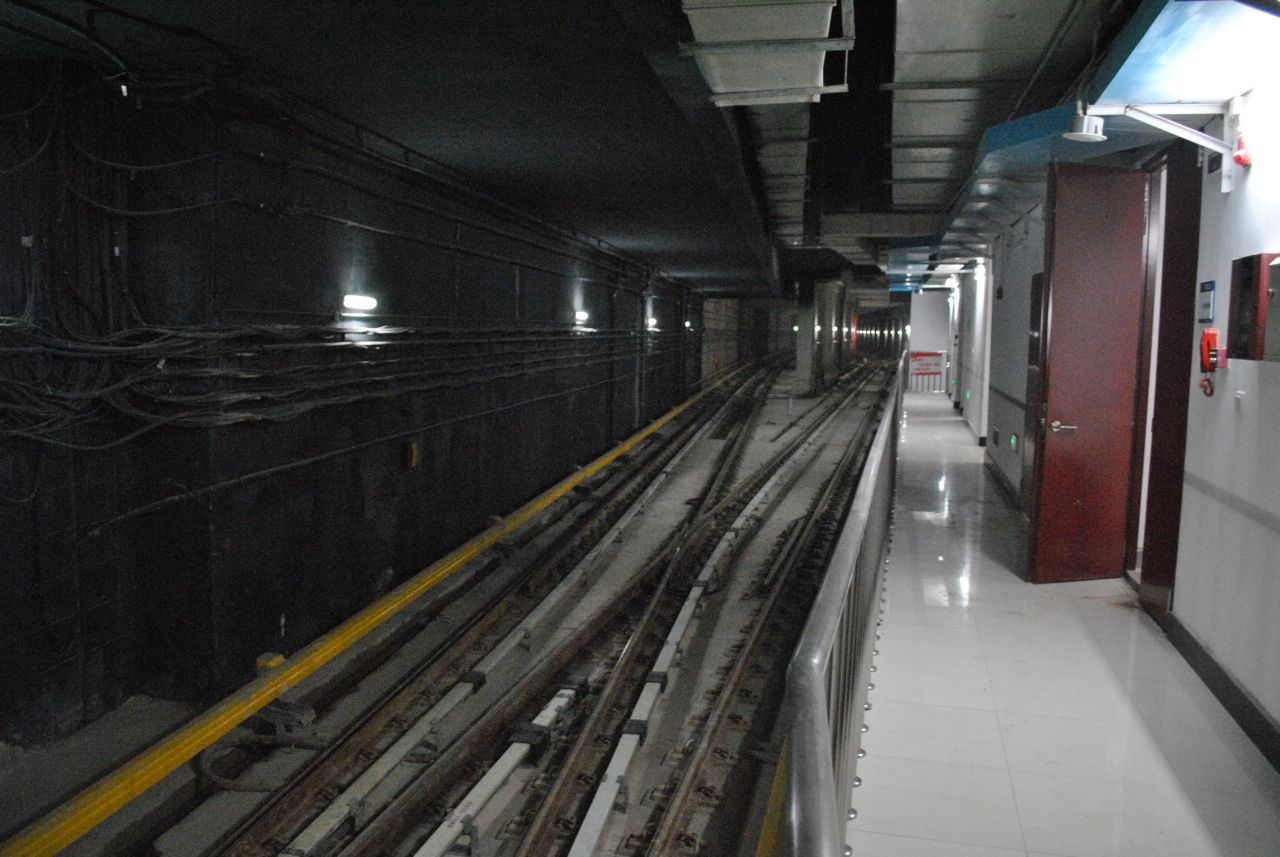
站后存车线

### 車站出口
中山公园站设计有15个出入口。 1号出入口位于武汉国际广场以东；2号利用现有的地下通道，在武汉展览馆设置2a、2b两个出入口；3号在SOGO庄胜崇光百货和国美电器之间一座大型商业建筑的地下室内；4号与4a位于新华路口的国美电器门口；5号在国美电器东侧，并预留一条地下通道到5a，下穿友谊路。6号位于协和医院东侧的新华路口，同时预留地下过街通道下穿新华路到6a；7号位于中山公园东侧，临近协和医院新门诊大楼，包括7号、7a、7b；8号原中山公园门口的原地下通道的出入口；9号位于中山公园西侧。
线路开通后相关出入口使用字母标注。目前在用的为A-E共5个出入口。
|                                                                   |      |                                                                       |                                                                             |
| 出口編號                                                          | 設施 | 照片                                                                  | 建議前往的目的地                                                            |
| A                                                                 |      |                                                                       | 武展西路西侧、解放大道南侧 武汉广场B1層、世贸广场、武汉国际广场             |
| B₁                                                                |      |                                                                       | 武展西路东侧、武展东路西侧、解放大道南侧 武汉国际会展中心、漢商武展購物中心 |
| B₂                                                                |      | 武展西路东侧、武展东路西侧、解放大道南侧 SOGO武展店、漢商武展購物中心 |                                                                             |
| C                                                                 |      |                                                                       | 解放大道北侧 中山公园、协和医院、新华路体育场                               |
| D                                                                 |      |                                                                       | 解放大道北侧 中山公园                                                       |
| E                                                                 |      |                                                                       | 解放大道北侧 中山公园、湖北电台                                             |
| 注： 設有盲人引導徑 \| 設有升降機 \| 設有輪椅升降台 \| 設有洗手間 |      |                                                                       |                                                                             |

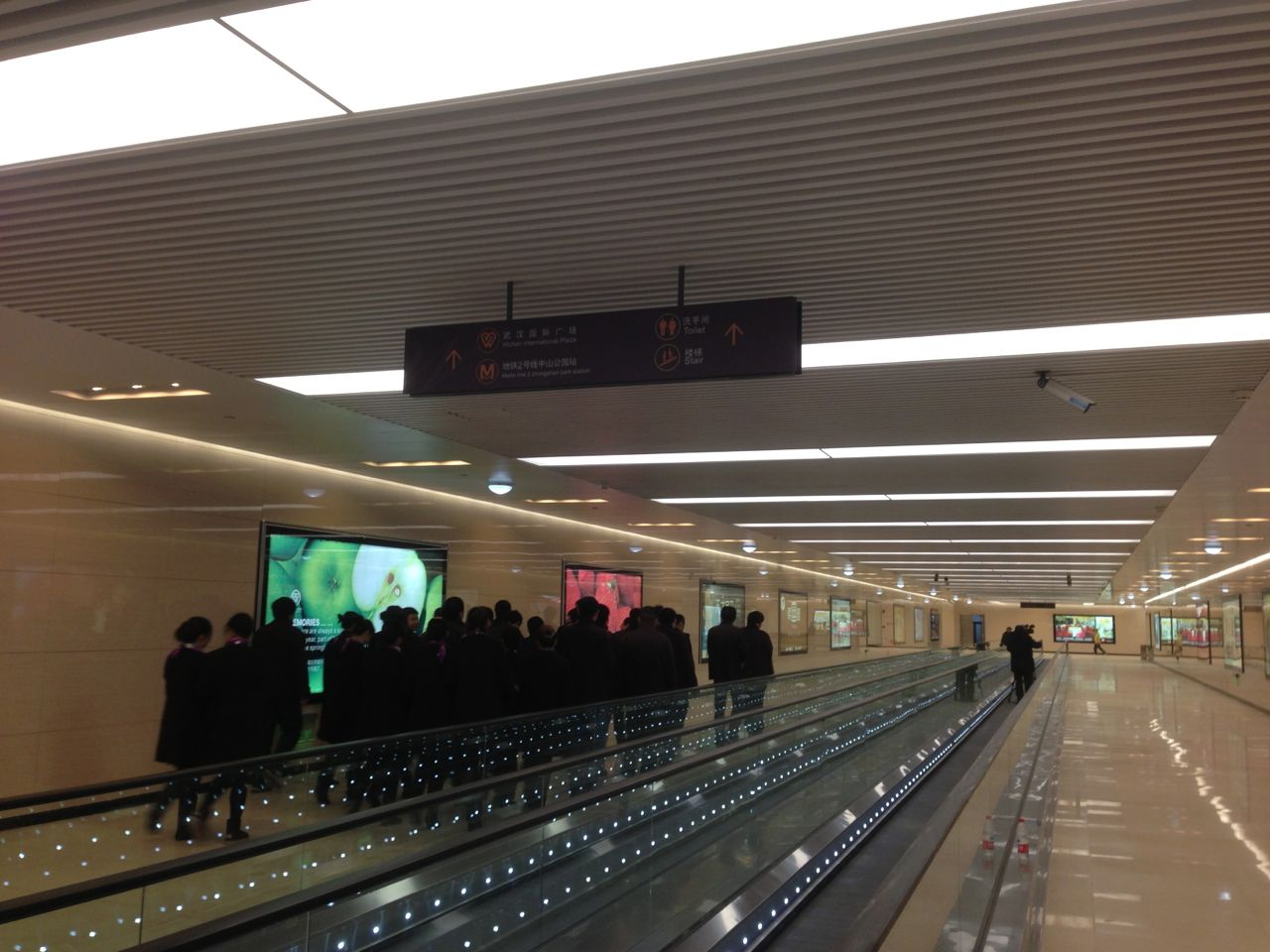
连接中山公园站与武汉国际广场的自动步道
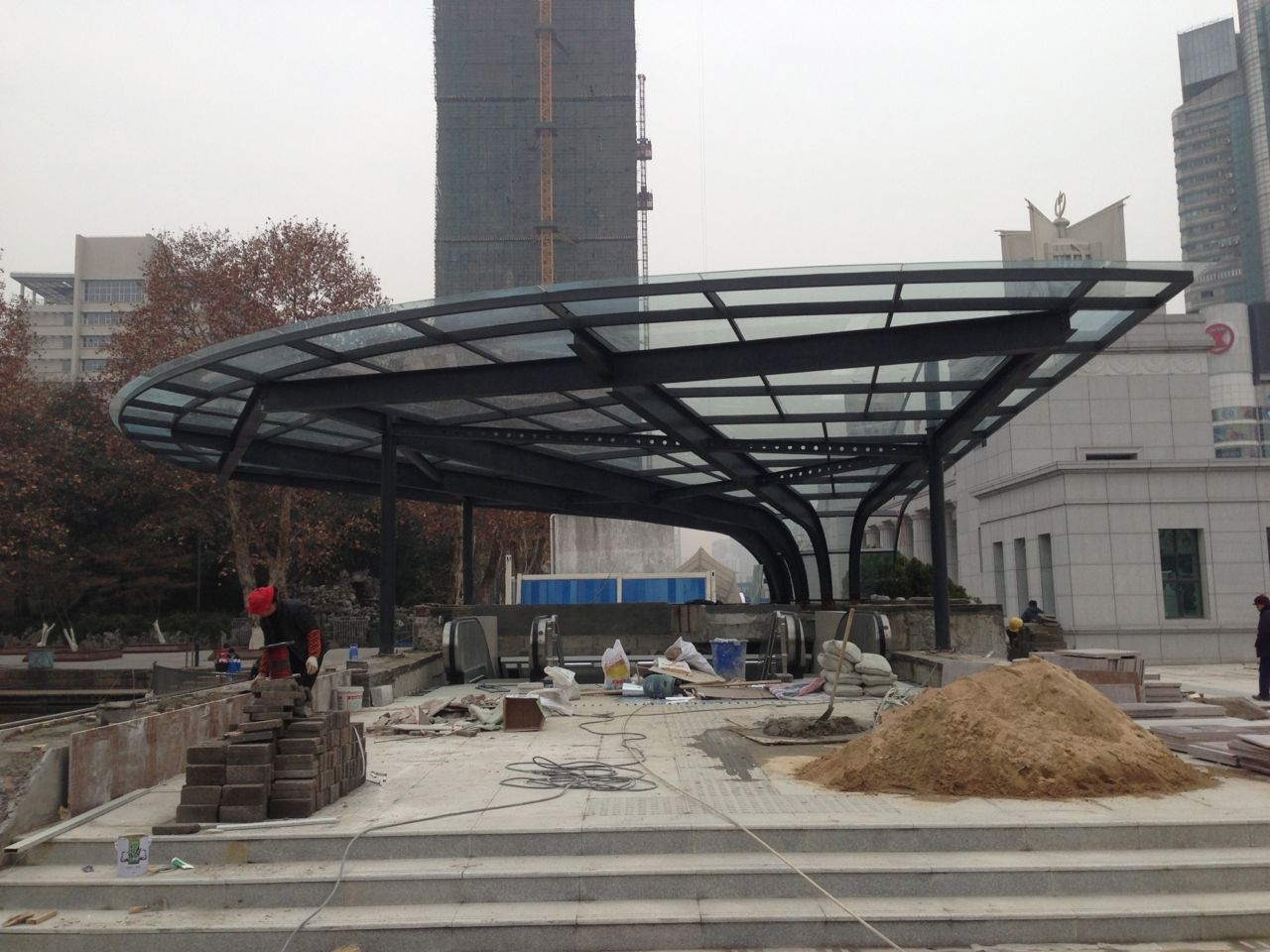
興建中的D出口

## 换乘交通
武汉公交
解放大道中山公园站（B出入口）：1、2、548、721、电3
武展东路站（B出入口）：42、64、291、519、522、524、575、592、628、703、705、808外环
解放大道中山公园站（C、D、E出入口）：1、42、291、508、522、524、549、615、703、706、712、716、721、726、802、808外环、电3

### 内部链接
- 武汉地铁车站列表